# Ливайс Стэдиум
«Ливайс Стэдиум» (англ. Levi's Stadium) — домашний стадион команды Национальной футбольной лиги «Сан-Франциско Форти Найнерс», расположенный в городе Санта-Клара штата Калифорния, США.

## История
Официальная церемония закладки стадиона состоялась 19 апреля 2012 года.
8 мая 2013 года права на название нового стадиона приобрела, базирующаяся в Сан-Франциско, компания Levi Strauss & Co. Согласно сделке компания заплатит городу Санта-Клара и «Форти Найнерс» $220,3 млн в течение 20 лет, также Levi Strauss имеет право продлить соглашение ещё на пять лет за дополнительные $75 млн.
«Ливайс Стэдиум» был открыт 17 июля 2014 года. Первым спортивным мероприятием, проведённым на новом стадионе, стал футбольный матч MLS, состоявшийся 2 августа 2014 года, в котором «Сан-Хосе Эртквейкс» обыграл «Сиэтл Саундерс» со счётом 1:0 благодаря голу Янника Джало.
На стадионе проводились соревнования по реслингу (29 марта 2015 года на стадионе состоялась «Рестлмания 31» WWE), матчи Стадионной серии Национальной хоккейной лиги, игры университетских футбольных команд. А также на поле «Ливайс Стэдиум» проходили футбольные матчи Кубка Америки 2016.
На стадионе пройдут матчи чемпионата мира по футболу 2026 года.